# إيما بيغز
إيما بيغز (بالإنجليزية: Emma Biggs)‏ هي نقاشة فسيفسائية ‏ بريطانية، ولدت في 1956.